# And Did It... My Way
And Did It... My Way is de tiende aflevering van het vierde seizoen van het tienerdrama Beverly Hills, 90210, die voor het eerst werd uitgezonden op 10 november 1993.

## Verhaal
Jim en Cindy zijn bang wanneer Lawrence en Vivian Carson de bruiloft van Brenda en Stuart uitgebreid beginnen te plannen. Brenda en Stuart willen er zelf ook geen groot feest van maken en besluiten stiekem naar Las Vegas te gaan om daar snel te trouwen. Vlak voordat ze vertrekt, vertelt ze aan Brandon wat ze gaat doen. Hij kan zijn mond niet houden en al snel komt de gehele vriendengroep erachter wat Brenda en Stuart van plan zijn. Hoewel Brenda hem specifiek had gevraagd dit niet te doen, vertelt hij ook de waarheid aan Jim en Cindy. Zij zijn razend, maar Brandon overtuigt ze dat het alleen maar erger wordt als ze ook meegaan om het Brenda te verbieden.
Ze vinden het allemaal een slecht idee en besluiten ook met het vliegtuig naar Las Vegas te gaan om Brenda te ontmoedigen. Dylan biecht aan Brandon op dat Stuart vroeger een drugsdealer was en om die reden niet met Brenda samen zou moeten zijn. Kelly en David leggen hun ruzie bij als Donna ze dwingt met elkaar te praten. Steve wordt lastiggevallen door Laura, die niet begrijpt dat ze enkel een onenightstand hadden.
Eenmaal in Las Vegas weet Steve Andrea ervan te overtuigen om te gokken in het casino. Ze wint 500 dollar, maar moet dit inleveren als iemand erachter komt dat ze nog geen 21 jaar oud is. Later beginnen Dylan, Brandon, Steve en David Stuart te ontmoedigen door met Brenda te trouwen. Zo vertelt Dylan dat Brenda meer dan eens vreemd is gegaan. Brenda en Stuart beginnen zich al snel af te vragen hoe goed ze elkaar werkelijk kennen. Als ze aan het altaar staan, geven ze aan elkaar toe dat ze er nog niet klaar voor zijn.

## Rolverdeling
- Jason Priestley - Brandon Walsh
- Shannen Doherty - Brenda Walsh
- Jennie Garth - Kelly Taylor
- Ian Ziering - Steve Sanders
- Gabrielle Carteris - Andrea Zuckerman
- Luke Perry - Dylan McKay
- Brian Austin Green - David Silver
- Tori Spelling - Donna Martin
- Carol Potter - Cindy Walsh
- James Eckhouse - Jim Walsh
- David Gail - Stuart Carson
- Dina Meyer - Lucinda Nicholson
- Scott Paulin - Professor Corey Randall
- Tracy Middendorf - Laura Kingman
- Peter Mark Richman - Lawrence Carson
- Claudette Nevins - Vivian Carson